# Byron Froese
Byron Froese (* 12. März 1991 in Winkler, Manitoba) ist ein kanadischer Eishockeyspieler, der seit Juli 2022 bei den Vegas Golden Knights aus der National Hockey League unter Vertrag steht und parallel für deren Farmteam, die Henderson Silver Knights, in der American Hockey League auf der Position des Centers spielt.

## Karriere
Froese verbrachte seine Juniorenzeit zwischen 2008 und 2011 in der Western Hockey League. Zunächst ging er zwei Jahre für die Everett Silvertips aufs Eis und wurde währenddessen im NHL Entry Draft 2009 in der vierten Runde an 119. Stelle von den Chicago Blackhawks aus der National Hockey League ausgewählt. Die Saison 2010/11 verbrachte der Angreifer dann nach einem Transfer bei den Red Deer Rebels. Dort bildete er eine Sturmreihe mit Ryan Nugent-Hopkins und Andrej Kudrna und sammelte im Saisonverlauf 81 Scorerpunkte.
Im Mai 2011 beendete der damals 20-Jährige seine Juniorenkarriere und unterschrieb einen Vertrag bei den Chicago Blackhawks, die ihn in den folgenden drei Jahren aber ausschließlich in der American Hockey League bei den Rockford IceHogs sowie den Toledo Walleye und den Cincinnati Cyclones in der ECHL einsetzten. Nach dem Auslauf des Dreijahres-Vertrags erhielt Froese kein neues Angebot aus der NHL und verpflichtete sich daher für ein Jahr bei den Cincinnati Cyclones, wo er Teile der Spielzeit 2013/14 verbracht hatte. Im Verlauf der Saison 2014/15 wurde der Stürmer in der ersten Saisonhälfte an die San Antonio Rampage aus der AHL ausgeliehen und erhielt wenig später einen Probevertrag bei den Toronto Marlies, die ebenfalls in der AHL beheimatet waren. Wenig später wurde der Vertrag dann bis zum Saisonende verlängert und im Sommer 2015 schließlich um zwei weitere Jahre durch den Kooperationspartner der Marlies, die Toronto Maple Leafs aus der NHL.
Im Franchise der Maple Leafs debütierte der Angreifer in der Saison 2015/16 in der NHL und absolvierte 56 Spiele. In der Spielzeit 2016/17 war er dann wieder hauptsächlich für die Marlies aktiv, bevor ihn die Maple Leafs im Februar 2017 samt einem Zweitrunden-Wahlrecht im NHL Entry Draft 2017 an die Tampa Bay Lightning abgaben. Im Gegenzug wechselte Brian Boyle nach Toronto. Die Lightning verlängerten den am Saisonende auslaufenden Vertrag des Angreifers nicht, sodass er sich im Juli 2017 als Free Agent den Canadiens de Montréal anschloss. Dort kam der Kanadier in seinem ersten Jahr hauptsächlich im NHL-Aufgebot der Habs zu Einsätzen. Allerdings stand er im weiteren Verlauf seines Engagements mehrheitlich für deren Farmteam, die Rocket de Laval in der AHL, auf dem Eis. Deren Mannschaftskapitän war Froese bis zum Februar 2019, als er gemeinsam mit David Schlemko zu den Philadelphia Flyers transferiert wurde. Im Gegenzug wechselten Christian Folin und Dale Weise in die franko-kanadische Metropole. Unter Vertrag bei den Flyers stehend kam Froese bei deren Farmteam Lehigh Valley Phantoms zu Einsätzen. Anschließend wechselte Froese im Juli 2019 als Free Agent zu den Calgary Flames, ebenso wie im Juli 2022 zu den Vegas Golden Knights. Die Golden Knights gewannen am Saisonende den Stanley Cup, woran der Kanadier mit neun Einsätzen in der Hauptrunde allerdings vergleichsweise wenig Anteil hatte und sich somit auch nicht für die Gravur auf der Trophäe qualifizierte.

### International
Für sein Heimatland spielte Froese bei der U18-Junioren-Weltmeisterschaft 2009 in den Vereinigten Staaten. Dabei absolvierte der Kanadier sechs Turnierspiele und verbuchte dabei sieben Scorerpunkte. Darunter befanden sich vier Tore. Ein Medaillengewinn blieb den Kanadiern aber nach Niederlagen im Halbfinale und dem Spiel um den dritten Platz aber verwehrt.

## Karrierestatistik
Stand: Ende der Saison 2023/24

### International
Vertrat Kanada bei:
- U18-Junioren-Weltmeisterschaft 2009

(Legende zur Spielerstatistik: Sp oder GP = absolvierte Spiele; T oder G = erzielte Tore; V oder A = erzielte Assists; Pkt oder Pts = erzielte Scorerpunkte; SM oder PIM = erhaltene Strafminuten; +/− = Plus/Minus-Bilanz; PP = erzielte Überzahltore; SH = erzielte Unterzahltore; GW = erzielte Siegtore; 1 Play-downs/Relegation; Kursiv: Statistik nicht vollständig)